# 巴黎工人六月起義
巴黎工人六月起義（法語：les journées de Juin）是1848年6月22日—26日法国巴黎工人发动的起义。
起义的導火索是1848年6月21日，法蘭西第二共和國當局下令关闭国家工场，並規定15岁—25歲的青年工人一律編入軍隊。法蘭西第二共和國最初設立国家工场的目的是为失业者提供工作和最低限度的收入来源。法國當局關閉国家工场的舉動引發工人極度不滿。6月22日，4萬多名工人在巴黎舉行示威遊行。6月23日凌晨，工人發動武裝起義。6月24日，起義者控制巴黎郊區和部分巴黎市區。路易-欧仁·卡芬雅克将军率领的国民自卫军奉命镇压起義。6月26日，起義者最後的據點被佔領，起義失敗。這次起義有超过1万人被杀或受伤，4千名起義者被放逐到阿尔及利亚。

## 背景

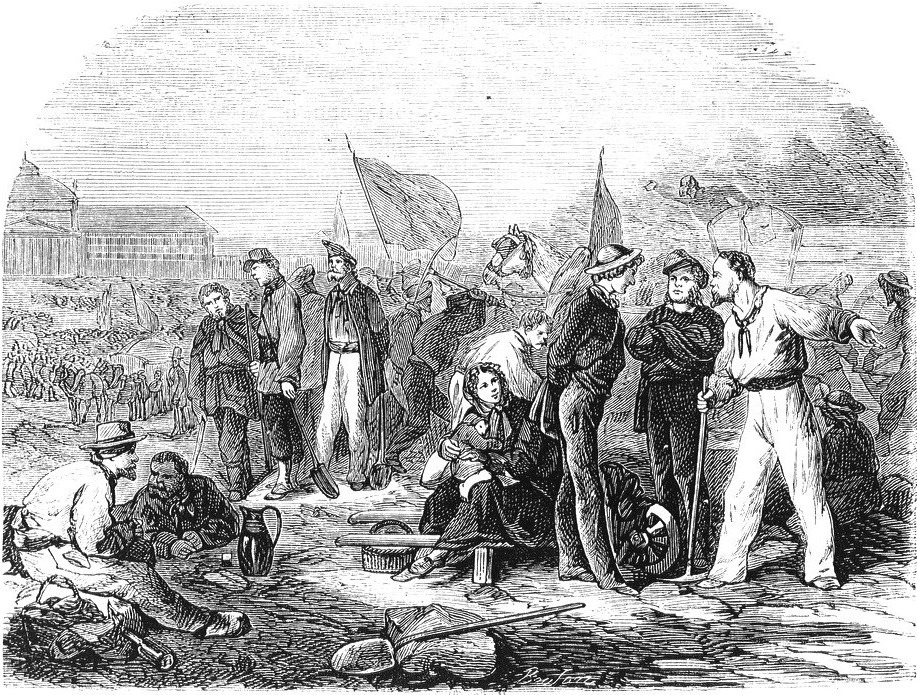
位于战神广场上的国家工厂工人

导致二月革命的强烈群众不满的经济和社会危机依然存在。5月4日庄严宣布的第二共和国或多或少的社会取向的不确定性促使资本持有人从缺乏流动性的银行提取资金，以发放贷款和支持贴现。失业人数正在增加。5月18日，近11.5万人参加了巴黎国家工厂。这意味着每天花费近20万法郎。由于阿尔弗雷德·德·法卢（Alfred de Falloux）的宣传（制宪议会劳工委员会的虚假报告）和骑士团的支持者，食利者和资产阶级对不得不养活越来越多的失业者感到愤怒。在统治阶级眼中，国家工厂是一种道德耻辱。国家工厂的费用实际上不到政府总预算的1%。一些优秀的人士称他们为“国家机架”。它们实际上包括土方工程活动。事实上，如果共和国缺乏资源，那是因为它承诺全额偿还因共和国成立而受到伤害的贵族，甚至为此目的设立了一项新的税收，同时以据称国家工厂的过高成本为理由。
不满的是，国家工厂的工人转向社会主义民主党或路易·拿破仑·波拿巴的支持者。一些工人组织起来，于5月20日成立了联合公司协会（Sociétédes Corporations Réunies），该协会汇集了参与卢森堡委员会卢森堡委员会工作的大部分工人，该委员会是临时政府在二月革命后第二天成立的。5月28日，《劳动报》和6月4日《工作者日报》出版了发展共和和社会思想。国家工厂的工人和卢森堡委员会的工人同意在6月4日和6月5日国民议会的补充选举中提交共同名单。进步共和运动虽然在1848年5月15日的示威失败后失去了领导人，但在巴黎取得了进展（马克·科西迪埃、皮埃尔·勒鲁和皮埃尔-约瑟夫·普鲁东当选）。
与此同时，“波拿巴党”正在崛起。它的支持者提出了王位争夺者路易·拿破仑·波拿巴的社会思想，他是《贫困的灭绝》一书的作者，并利用了第一帝国仍然新鲜的记忆。拉维莱特区的工人要求任命路易·拿破仑·波拿巴为执政官。国民自卫君第七军团（万神殿区、圣马塞尔区和圣维克多区的军团）计划将他作为上校，取代共和党人阿尔芒·巴尔贝斯（Armand Barbès），后者刚刚被政府执行委员会关进监狱。在选举中，路易·拿破仑·波拿巴在巴黎和其他四个省获胜。他暂时放弃在伦敦的流亡返回国内试图获胜。
在这些选举中，国民议会中非常保守的多数（第二天共和派，实际上是伪装的君主主义者）得到了加强。4月23日被击败的阿道夫·梯也尔（Adolphe Thiers）在巴黎和三个省轻松当选。在五名新当选的巴黎保守党议员（巴黎共11个席位）的陪同下，他带来了自己的政治专长。

## 国家工厂的关闭
1848年5月15日的示威失败后，国民议会中的保守派多数党摆脱了进步派共和党领袖，致力于废除1848年二月革命后建立的象征社会政策的国家工厂。5月16日，卢森堡委员会被废除，成立的社会工厂（不同于国家工厂）逐渐被摧毁，其主席路易·布朗也面临国民议会逮捕和调查的威胁。5月24日，公共工程部长尤利西斯·特雷拉呼吁取消国家工厂。他在议会中得到保守党法卢伯爵和蒙塔朗贝尔伯爵的支持。5月30日，议会决定，在塞纳省居住不到三个月的工人必须返回本省。因此，他们试图减少获救失业者的数量，减少巴黎工人可能的抵抗。
但由温和派共和党人组成的政府——执行委员会——不愿质疑新共和国最具社会性的成就之一。5月24日的法令被暂停。为了赢得群众的同情，执行委员会计划建立土地信贷，以帮助受经济危机严重影响的农民。他们也在考虑降低非常不受欢迎的盐税。
为了为国家工厂的工人提供工作，委员会计划将铁路公司国有化，其铁路工地将由失业者经营。面对这种对私有财产的质疑，议会中的保守党多数决定加紧行动。
6月14日和15日，阿尔弗雷德·德·法卢和米歇尔·古德绍分别当选为国家工厂特别委员会报告员和主席。
6月19日和20日，议会投票解散国家工厂。21日，执行委员会让步并下令关闭国家工厂：18至25岁的工人必须参军，其他人必须前往各省，特别是去索洛涅挖掘索尔德运河。6月21日，当时的官方报纸《箴言报》发布了该法令。
6月22日，骚乱蔓延。弗里德里希·恩格斯写道：“这座城市被分为两个阵营。分界线从城市的东北端的蒙马特开始，一直延伸到圣但尼门，从那里沿着圣但尼路，穿过西岱岛，沿着圣雅克路一直延伸到屏障。东部被工人占领和加固；资产阶级则从西部进攻，并得到了增援。”
6月23日，第一道路障被设置。历史学家萨米埃尔·阿亚指出，路易·费迪南·皮若尔（Louis Ferdinand Pujol）在巴士底广场（Place de la Bastille）黎明时发表的演讲“象征性地标志着起义的开始，尽管动员正在逐步进行”。:324

## 起义

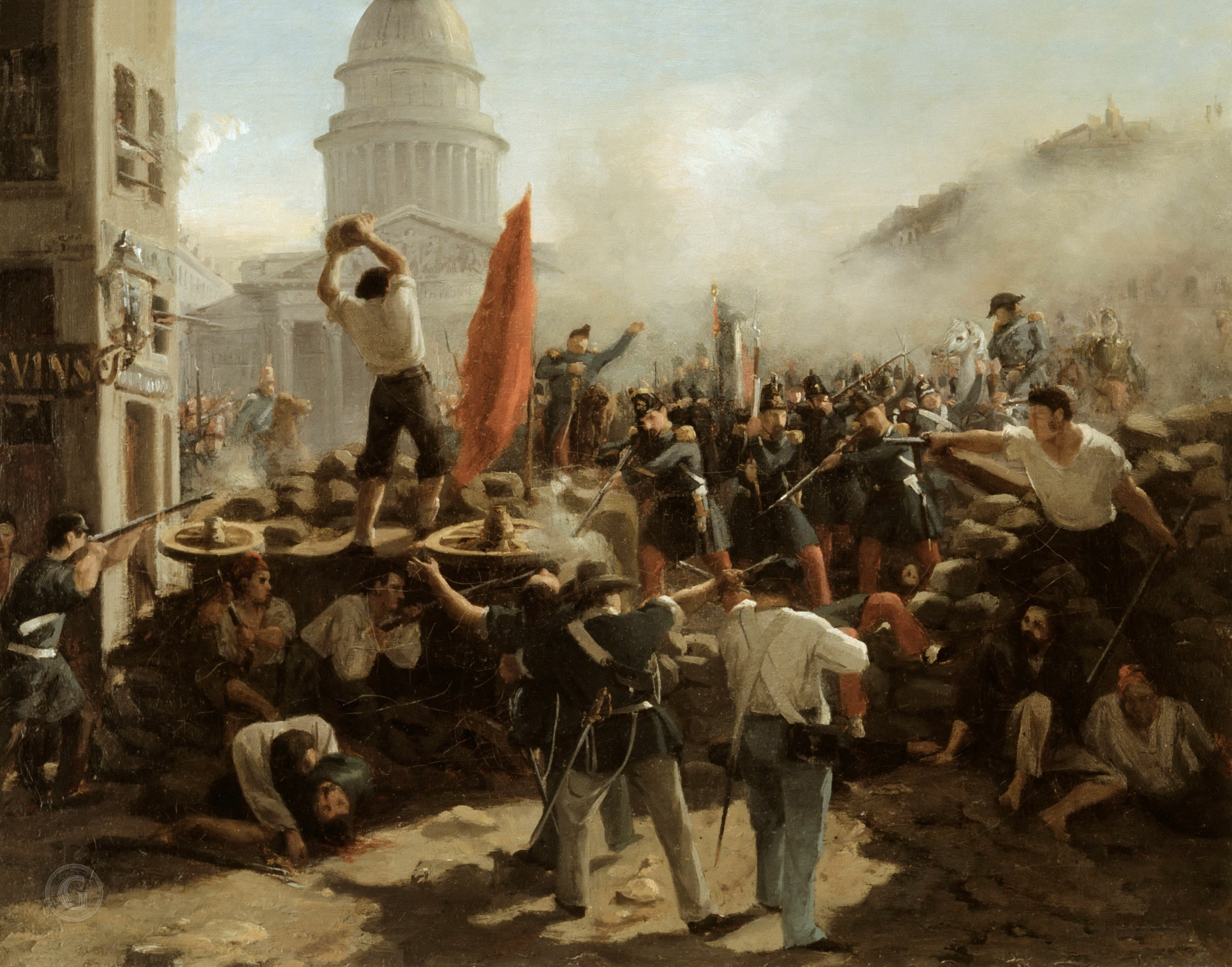
苏夫洛路上的街垒

6月23日：六月起义开始，建立了第一个路障，遭到路易-欧仁·卡芬雅克将军领导的军队的严厉镇压。伊波利特·皮雷将军就当天在圣马丁国家道路的街垒上的叛乱分子的态度提供了以下出乎意料的证词：
市民代表于6月23日第一次用刺刀进入圣马丁国家道路的街垒，我发现自己在叛乱分子中孤独了几分钟，充满了难以形容的愤怒。我们双方都在激烈战斗；他们可以杀了我，但他们没有！我在国民自卫军的队伍中，穿着将军的大衣；他们尊重奥斯特利茨和滑铁卢的老兵！他们慷慨的记忆永远不会从我的记忆中消失……我与他们战斗至死，我看到他们是勇敢的法国人；他们又一次救了我的命；他们被打败了，不幸的是，我欠他们分享我的面包…就这样吧！
6月24日：巴黎先贤祠是起义中心之一。1500多名起义分子在那里避难。他们被共和国卫队第8团团长亨利·布莱·德拉默尔特上校驱逐。达梅姆将军在这些战斗中受重伤。
6月25日：巴黎大主教阿弗尔在路障上受重伤。布雷亚将军在意大利街垒被起义分子杀害。里尔的内格里耶将军被杀。
6月26日：起义失败，位于圣安托万郊区的最后一个路障倒塌。革命期间在起义分子方面造成约4,000人死亡，4,000名囚犯被驱逐到法属阿尔及利亚，议会决定起诉路易·布朗。
6月28日：议会感谢卡芬雅克将军并任命他为行政部门负责人。
7月27日：在镇压六月起义之后，议会限制了俱乐部的活动，并禁止妇女和儿童参加。
7月28日：颁布关于俱乐部的法令。

## 镇压

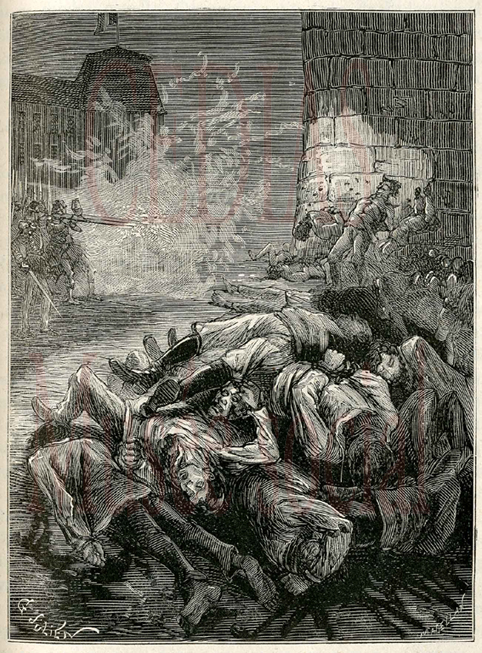
针对六月起义者的屠杀

面对起义者，拥有3000名成员的巴黎警察无能为力，只能向当局发出警报，并通过其指标通知路易-欧仁·卡芬雅克将军指挥下部署的政府军。
他们有25,000名法国军队士兵，主要是农民子弟，17000名国民自卫军（巴黎和各省的店主和资产阶级，主要是亚眠、博让西、默恩、奥尔良、皮蒂维耶、鲁昂和凡尔赛），15000名机动卫队（从巴黎无产阶级最贫穷和最年轻的人中招募）和2500名共和国卫队（前市政卫队）。
六月起义造成了许多牺牲者。政府军这边损失了大约1600人，包括大约1000名士兵和国民自卫军。
共和国血腥镇压巴黎起义。战斗中死亡的起义者人数估计在3000至5000人之间，另有约1500人未经审判被枪杀。约有25000人被捕，11000人被判入狱或驱逐到阿尔及利亚。:177
根据警察局长弗朗索瓦·约瑟夫·迪库（François Joseph Ducoux）10月8日的报告，在政府军方面，战斗造成1460人死亡，其中三分之二是军队和国民自卫军。共和国卫队损失92人，其中包括两名高级军官。7名将军死亡，5人受伤。:275
7月3日，卡芬雅克将军表示，起义分子人数不超过5万人，军队伤亡703人。:275
据欧内斯特·拉维斯（Ernest Lavisse）和菲利普·萨尼亚克（Philippe Sagnac）称，军队损失800人死亡，1500人受伤，机动卫队损失100人死亡，600人受伤，国民自卫军和起义分子损失不详。
阿兰·鲍尔（Alain Bauer）和克里斯托弗·苏雷（Christophe Soullez）估计，在25000名战斗人员中，总共有15000人伤亡，其中秩序部队死亡1800人，起义者死亡4000人。
根据医学杂志的统计，巴黎医院记录了2,529名伤员，但许多伤者在家接受治疗。:275

## 后续
卡尔·马克思和弗里德里希·恩格斯将这场革命分析为工人运动独立的诞生。1848年二月革命的参与者分为两个阵营。第一个是资产阶级，他们对共和国的建立感到满意。但是，工人们并没有忘记“社会共和国”的口号，从逻辑上讲，他们遵循了革命的理念并捍卫之。卡尔·马克思将起义描述为“欧洲内战史上最可怕的事件”。六月起义的镇压也是激发他对流氓无产阶级概念的事件之一，这一概念也是马克思主义者讨论的主题。
亚历克西·德·托克维尔（Alexis de Tocqueville）将六月起义描述为“我们历史上最伟大、最奇特的[起义]，也许是其他任何一次（无法比拟的）”。
这些事件重新点燃了统治阶级对巴黎的长期不信任，因此，在资产阶级政治话语中出现了对该省的某种崇拜，即作为共和国支柱的农民中产阶级，这并不奇怪。这些形象后来在第三共和国时期被重复使用。
这场叛乱的法律后果几乎是直接的：正在讨论的宪法正在修订，以删除任何可用的社会参考。社会共和国消失了，与此同时，对红色的恐惧增加，导致越来越保守的投票，首先是在制宪会议本身，然后是在任命组成机构时。总统选举和立法选举使第一帝国皇帝的侄子和君主制多数上台，这对共和国来说是一个奇怪的组合。
巴黎因战斗和镇压而流血，在政治生活中失去了优势。此外，大部分巴黎人民疏远了这个向人民开枪的共和国。路易·拿破仑·波拿巴（Louis Napoléon Bonaparte）决定终结第二共和国的实验时，知道如何利用这一点。
六月起义的后果之一是，几年后，奥斯曼象征性地摧毁了巴黎的中心街区，其城市突破（特别是塞瓦斯托波尔大道）切断了起义地点的核心，那里曾设置了许多路障，也有许多叛乱分子、工人和巴黎工厂的工匠。
历史学家萨米埃尔·阿亚认为，“1848年6月23日至26日是19世纪共和国思想史上的一次突破。它们不仅仅是在内战中一方取得军事胜利的机会，内战最终将是以其他方式继续的党派对抗。它们标志着共和国的创始事件，即选举统治，同时也标志着对共和国的某种解释的压抑，甚至是排除（forclusion）。这些精神分析术语衡量了事件对彼此造成的创伤。街头战斗、自相残杀的战争、未经审判的枪击事件的图像长期以来一直是政治词汇的标志，也是试图解释现在破碎的现实的艺术和文学潮流的标志。”:335-336

## 历史学分析
萨米埃尔·阿亚指出，用马克·科西迪埃（Marc Caussidière）的话来说，“完全由饥饿驱动”的“绝望起义”的概念“在事后传播，无论是马克思主义史学-卡尔·马克思（Karl Marx）写道，在6月22日，“工人不再有选择，他们要么饿死或战斗”-还是共和党人-莫里斯·阿叙龙（Maurice Agulhon）将起义描述为“纯粹的阶级斗争”，强调“工人起义的自发性”，这是一种“原始的社会动机”，工人们因废除而“陷入绝望”。在回答弗朗索瓦·傅勒（François Furet）的问题时，阿亚认为，起义“源于贫困和失业，并以二月恢复的新革命传统为基础”，这“不仅仅是一个为经济利益动员所谓革命传统的机会，这再次意味着社会和政治之间的分离是理所当然的，这与民主和社会共和国的计划格格不入。国家工厂的工人（约占叛乱分子的一半）以及数千名加入起义的巴黎人——通常是通过涉及非常地方社会性的机制——试图做的是捍卫共和国作为一种不可分割的社会和政治形式，捍卫共和国作为解放的承诺。”在这方面，他赞同西尔维·阿普里勒（Sylvie Aprile）的分析，对他来说，“六月肯定不是一场饥饿革命”。:325-329